# Кароль Коссок
Кароль Альберт Коссок (пол. Karol Albert Kossok, 28 січня 1907, Катовиці, Німецька імперія — 11 березня 1946, Радянська зона окупації Німеччини) — польський футболіст, нападник.

## Із біографії
Народився 28 січня 1907 року в м. Катовицях. Футбольну кар'єру розпочав у місцевій команді «1. ФК Катовиці» (1925—1928; 37 матчів, 31 гол). Наступні два роки виступав за клуб «Краковія». У 1930 році краківська команда здобула титул чемпіона Польщі, а Кароль Коссок став найвлучнішим гравцем турніру (24 забитих м'ячі). 1931 рік провів у складі львівської «Погоні». У чемпіонаті забив 22 голи за 22 матчі (3-й показник у лізі). З 1933 року знову гравець «Краковії», але здебільшого заліковував травми, ніж виступав на футбольному полі. В 1934 здобув срібні нагороди чемпіонату, в 1936 — був граючим тренером команди. Всього в лізі забив понад ста голів (член «Клубу 100»).
За національну збірну дебютував 1 липня 1928. У Катовицях польські футболісти перемогли збірну Швеції (2:1). Останній матч провів 2 жовтня 1932, із збірною Латвії (2:1). Всього за головну команду країни провів п'ять матчів: 3 перемоги, 2 поразки.
У 1937 входив до тренерського штабу збірної Польщі, 1938/39 — очолював столичну «Полонію».
Влітку 1944 року був призваний до вермахту, потрапив у полон. 
Помер 11 березня 1946 року, на 40-му році життя, у таборі військовополоненних на території радянської зони окупації Німеччини.

## Досягнення
- Чемпіон Польщі (1): 1930
- Віце-чемпіон Польщі (1): 1934
- Найкращий бомбардир чемпіонату Польщі (1): 1930 (24 голи)

## Статистика
Статистика в збірній Польщі:
| № | Дата           | Місто    | Господарі | Рахунок | Гості   | Голи                                  |
| - | -------------- | -------- | --------- | ------- | ------- | ------------------------------------- |
| 1 | 1 липня 1928   | Катовиці | Польща    | 2 : 1   | Швеція  | Сталіньський, Кухар — Перссон         |
| 2 | 5 липня 1931   | Рига     | Латвія    | 0 : 5   | Польща  | Коссок (2), Киселінський (2), Рейман  |
| 3 | 23 серпня 1931 | Варшава  | Польща    | 2 : 3   | Румунія | Наврот, Випієвський — Сепі (2), Кочиш |
| 4 | 19 липня 1931  | Брюссель | Бельгія   | 2 : 1   | Польща  | Еллеман, Воргоф — Випієвський         |
| 5 | 30 серпня 1932 | Варшава  | Польща    | 2 : 1   | Латвія  | Коссок, Радоєвський — Тауріньш        |